# Mankby
Mankby (fi. Mankki) är en by och ett bosättningsområde med järnvägshållplats i stadsdelen Esbogård i Esbo stad.
Mankby hållplats är den minst använda i huvudstadsregionen och hållplatsen är den enda med en perrong gjord av trä.